# Xosé María Álvarez Blázquez
Xosé María Álvarez Blázquez (Tui, 5 de Fevereiro de 1915 - Vigo, 2 de Março de 1985) foi um escritor (poesia, narrativa e ensaio), arqueólogo, investigador, e editor galeguista. É um dos representantes da poesia neotrobadoresca. Foi-lhe dedicado o Dia das Letras Galegas em 2008.

## Biografia
Xosé María Álvarez Blázquez pertence a uma saga de escritores que tem seus antecedentes no seu avô Emilio Álvarez Giménez, seguindo com seu tio Xerardo Álvarez Limeses e seu irmão Emilio Álvarez Blázquez. 
Foi sancionado em 1937 pelo governo de Franco com a suspensão de emprego e soldo como mestre da escola e com o translado à de Coreses, em Zamora. 
Teve uma ampla atividade na cultura galega, que vai da literatura (romance, poesia, teatro) até a arqueologia, assim como a sua tarefa como editor e galeguista, militando na Federação de Mocedades Galeguistas e no Partido Galeguista.
É um dos representantes da poesia neotrobadoresca, vanguarda poética surgida por volta de 1930, surgida da difusão na Galiza da lírica medieval galego-portuguesa. 
Em 1950 fundou com Luís Viñas Cortegoso a Editorial Monterrey. Em 1962 ingressa na Real Academia Galega. Funda, junto aos seus irmãos Álvaro e Emilio Edicións Castrelos em 1964. Foi cronista oficial da cidade de Vigo.
Dedicou atenção ao estudo da Arqueologia, que teve como resultado a descoberta de laudas sepulcrais da época romana em Vigo, das indústrias paleolíticas do Baixo Minho e das Gándaras de Budiño, de vestígios de uma prensa romana de azeitona em Teis (Pontevedra), uma cisterna com enxoval funerário da época do bronze em Atios (Pontevedra), etc.
Quanto à investigação literária, descobriu a écloga Belmiro e Benigno de Nicomedes Pastor Díaz, e realizou contribuições sobre a época chamada da Decadência (Antologia de Poesia Galega t.II), com investigações literárias da citada época.

## Obras

### Narrativa
- Os ruins, 1936 (relatos)
- El crimen de la isla verde, 1941
- En el pueblo hay caras nuevas, 1945 (romance em castelhano, finalista do Prêmio Nadal)
- Una cabaña en el cielo, 1952
- Las estatuas no hablan, 1955
- Crecen las aguas, 1956
- A pega rabilonga e outras historias de tesouros, 1971 (narrativa infantil)

### Poesia
- Abril, 1932
- Poemas de ti e de min, 1949 (poemário com o seu irmão Emilio Álvarez Blázquez)
- Roseira do teu mencer, 1950 (poemário)
- Cancioneiro de Monfero, 1953 (poemário)
- Romance do pescador peleriño, 1954 (poemário)
- Escolma de epigramas, 1968 (poesia)
- Canle segredo, 1976 (escrito em 1954) (poemário)

### Ensaio
- El libro del por qué?, 1945
- Arquitetura rural gallega. Un plano de Fray Manuel Caeiro, 1948
- Industria paleolítica de la comarca de Tuy, 1949
- Vigo, 1950
- Romerías gallegas, 1951
- O vinculo espiritual dos Fisterres Atlânticos, 1951
- Industrias paleolíticas do Baixo Minho, 1952
- Antoloxía de poesia medieval, 1975
- Antoloxía de poesia galega II: A poesia dos séculos XIV a XIX, 1959

### Teatro
- El zapato de cristal, 1947
- Los pazos altivos, 1947

## Prêmios
- Finalista do prêmio Natal em 1945, com o romance En el pueblo hay caras nuevas.
- Prêmio História dos Xogos Florais de Vigo (1950).
- Primeiro prêmio de poesia no Concurso de Fillos de Vigo (1954).
- Prêmio Pondal de poesia do CEBA (1954).
- Prêmio Peréz Galdós de romance (1955).
- Prêmio Biografia da Associação da imprensa de Vigo (1958).
- Prêmio Ramón Mourente (1960).
- Prêmio Valle Inclán nos Xogos Florais Minho-Galaicos (1960).
- Prêmio López Cuevillas de romance no I Certame Literário do Minho celebrado em Lugo (1960).
- Prêmio especial Blas Agra sobre a história do jornalismo viguês (1960).
- Prêmio Álvares García de biografia (1961).
- Prêmio Josefina de Lema (1961).
- Prêmio Enrique Lorenzo Docampo (1962).